# Волконский, Михаил Андреевич
Михаи́л Андре́евич Волко́нский  (умер 16 мая 1709) — князь, воевода и окольничий во времена правления Алексея Михайловича, Фёдора Алексеевича, правительницы Софьи Алексеевны, Ивана V и Петра I, представитель 2-й ветви княжеского рода Волконских, сын воеводы, князя Андрея Михайловича Волконского и Мавры Фёдоровны урождённой княжны Морткиной.

## Биография
Жилец и воевода в Полтаве (1667), в Путивле (1669). Пожалован в стряпчие (06 марта 1676), с поместным окладом и придачами в 850 четей. Воевода в Канёве (1676). Стольник (1678), голова 2-й сотни стряпчих при встрече польских послов за Земляным городом. На службе в Киеве (1679). Пожалован окладом в 600 четей (1680). За неявку в поход царя Ивана V Алексеевича в село Хорошево разжалован в каширское городовые дворяне (01 декабря 1684). Пожалован окладом 1000 четей с переводом 200 четей в вотчину (1686). Пожалован в окольничие (03 февраля 1693). Назначен воеводой на Терек (1697). Просил разрешение у Патриарха о строительстве церкви во имя Николая Чудотворца в селе Тимонино Московского уезда (1698), на что получил разрешение. Показан 17-м среди окольничих (1703), упоминается среди 18 живых окольничих (1705). Ездил в Коломну с грамотами для сбора ратных людей (21 мая 1707). Назначен воеводой в Ряжск (01 апреля 1708). Находился на литургии среди 13 приближённых царедворцев в Успенском соборе, на котором предали проклятию гетмана Мазепу (12 ноября 1708).
Владел поместьями в Московском уезде.
Умер (16 мая 1709), а его имения пожалованы жене и сыну князю Андрею Михайловичу.
У князя П. В. Долгорукова в «Российской родословной книге» он назван Андреем.

## Семья
Жена дважды:
1. Пелагея Ивановна урождённая Вердеревская — дочь Ивана Ивановича Вердеревского.
2. Авдотья Ивановна урождённая Вешнякова († 1712) — жена (с 1689), в приданое даны поместья в Нижегородском уезде.

Дети:
- Князь Волконский Фёдор Михайлович († 1747) — от 1-го брака, комнатный стольник (1693).
- Князь Волконский Андрей Михайлович († 1712).
- Князь Волконский Михаил Михайлович — гардемарин (1717), мичман (1721), унтер-лейтенант (1727).